# 手推馄饨
手推馄饨是江苏无锡地方小吃，首见于清同治年间的无锡福来手推馄饨店，因手工推制，馄饨皮更为韧性且薄，配料则需豆腐干丝、蛋皮丝多种多种。